# Syrphus knabi
Syrphus knabi är en tvåvingeart som beskrevs av Shannon 1916. Syrphus knabi ingår i släktet solblomflugor, och familjen blomflugor. Inga underarter finns listade i Catalogue of Life.